# Amandine Henry
Amandine Chantal Henry, född den 28 september 1989 i Lille, är en fransk fotbollsspelare (mittfältare) som representerar klubben Deportivo Toluca i Liga MX. Hon har blivit fransk mästare elva gånger och har fem Champions League-titlar. Hon avslutade landslagskarriären hösten 2024.
Hon var en del av Frankrikes trupp under såväl VM i Tyskland 2011 som i VM i Kanada år 2015. Henry blev målskytt i den tredje gruppspelsmatchen mot Mexiko   år 2015 och hon fick speltid i samtliga Frankrikes matcher i turneringen. Hon fick pris som matchens bästa spelare mot både Mexiko och Sydkorea och blev vald till den näst bästa spelaren i hela turneringen när hon tilldelades "silverbollen" efter mästerskapets slut, endast slagen av USA:s Carli Lloyd.
I världsmästerskapet i Frankrike år 2019 blev Henry målskytt i öppningsmatchen mot Sydkorea när hon satte 4-0-målet i den 85:e minuten.
Amandine Henry gjorde sin debut i landslaget i en match mot Schweiz den 22 april 2009. Inför VM år 2019 hade hon gjort 11 mål på 78 landskamper.